# Declan Kidney
Declan Kidney (Cork, 20 ottobre 1959) è un allenatore di rugby a 15 e docente irlandese, da marzo 2018 tecnico dei London Irish in English Premiership.

## Biografia
Già giocatore dilettante, dapprima per la squadra dell'università di Cork e poi per il Dolphin, dopo la laurea si dedicò all'insegnamento della matematica in una scuola superiore e nel contempo divenne allenatore della squadra di rugby dell'istituto, da lì passando poi alla guida della Nazionale irlandese under-17 e a seguire quella Under-19 con cui vinse nel 1999 il campionato del mondo di categoria.
La conquista del mondiale giovanile gli aprì la carriera di allenatore professionista di club e, nel 1998, divenne tecnico del Munster, formazione che nel 2000 e nel 2002 condusse fino alla finale di Heineken Cup.
Nel 2002 entrò nei ranghi federali come assistente allenatore dell'Irlanda, incarico che tenne per due anni; nel 2004 firmò un contratto con la franchise gallese del Newport Gwent Dragons in Celtic League, ma prima ancora di essere entrato in carica, prospettataglisi la possibilità di tornare ad allenare in patria al Leinster, chiese di poter essere liberato dall'impegno preso per poter rimanere vicino alla famiglia.
Kidney rimase a Leinster solo una stagione, al termine della quale tornò al Munster, con cui si aggiudicò due volte il titolo di campione d'Europa, nel 2006 e nel 2008; proprio al culmine di tali successi gli fu affidato l'incarico di C.T. dell'Irlanda.
Il primo grande risultato di Kidney alla guida della Nazionale fu la vittoria nel Sei Nazioni 2009 con il Grande Slam, impresa nella quale l'Irlanda non riusciva da 61 anni.
I due successivi Sei Nazioni non furono altrettanto fruttuosi, e nei tour di metà anno giunsero due vittorie in Nordamerica nel 2009 e tre sconfitte in Australasia nel 2010; nella Coppa del Mondo di rugby 2011, tuttavia, vinse un girone che comprendeva anche Australia, Italia, Stati Uniti e Russia, per poi essere eliminato dal Galles nei quarti di finale.
All'inizio del Sei Nazioni 2013 Kidney si presentava con solo 19 vittorie sui 40 incontri successivi al Grande Slam del 2009, divenute 20 su 43 dopo le prime 3 giornate; a sancire la fine del rapporto con la Federazione fu la sconfitta nell'ultima giornata del torneo a Roma contro l'Italia, sempre battuta fino a quel momento nel Sei Nazioni e l'ultimo posto in classifica in coabitazione con la Francia.
Il 2 aprile successivo la Federazione irlandese annunciò che non avrebbe rinnovato il contratto di Kidney.
Dall'agosto 2013 Kidney ricopre l'incarico di direttore della sezione sportiva dell'Università di Cork.

## Palmarès
- Heineken Cup: 2
Munster: 2005-06, 2007-08